# Matías González (Leichtathlet)
Matías González (* 16. September 1989) ist ein uruguayischer Leichtathlet, der sich auf den Sprint spezialisiert hat.

## Sportliche Laufbahn
Erste internationale Erfahrungen sammelte Matías González im Jahr 2025, als er bei den Hallensüdamerikameisterschaften in Cochabamba mit 49,16 s in der Vorrunde im 400-Meter-Lauf ausschied und mit der uruguayischen 4-mal-400-Meter-Staffel in 3:29,89 min den vierten Platz belegte. Im April verpasste er bei den Südamerikameisterschaften in Mar del Plata mit 1:51,33 min den Finaleinzug im 800-Meter-Lauf und belegte mit der Mixed-Staffel über 4-mal 400 Meter in 3:37,38 min den siebten Platz. Zudem wurde er mit der Männerstaffel in 3:23,87 min Achter.
In den Jahren von 2021 bis 2023 sowie 2025 wurde González uruguayischer Meister im 400-Meter-Lauf und 2025 auch über 800 Meter.

## Persönliche Bestzeiten
- 400 Meter: 48,54 s, 29. März 2025 in Concepción del Uruguay
  - 400 Meter (Halle): 49,16 s, 22. Februar 2025 in Cochabamba
- 800 Meter: 1:51,32 min, 13. April 2025 in Montevideo